# Teoria d'escacs

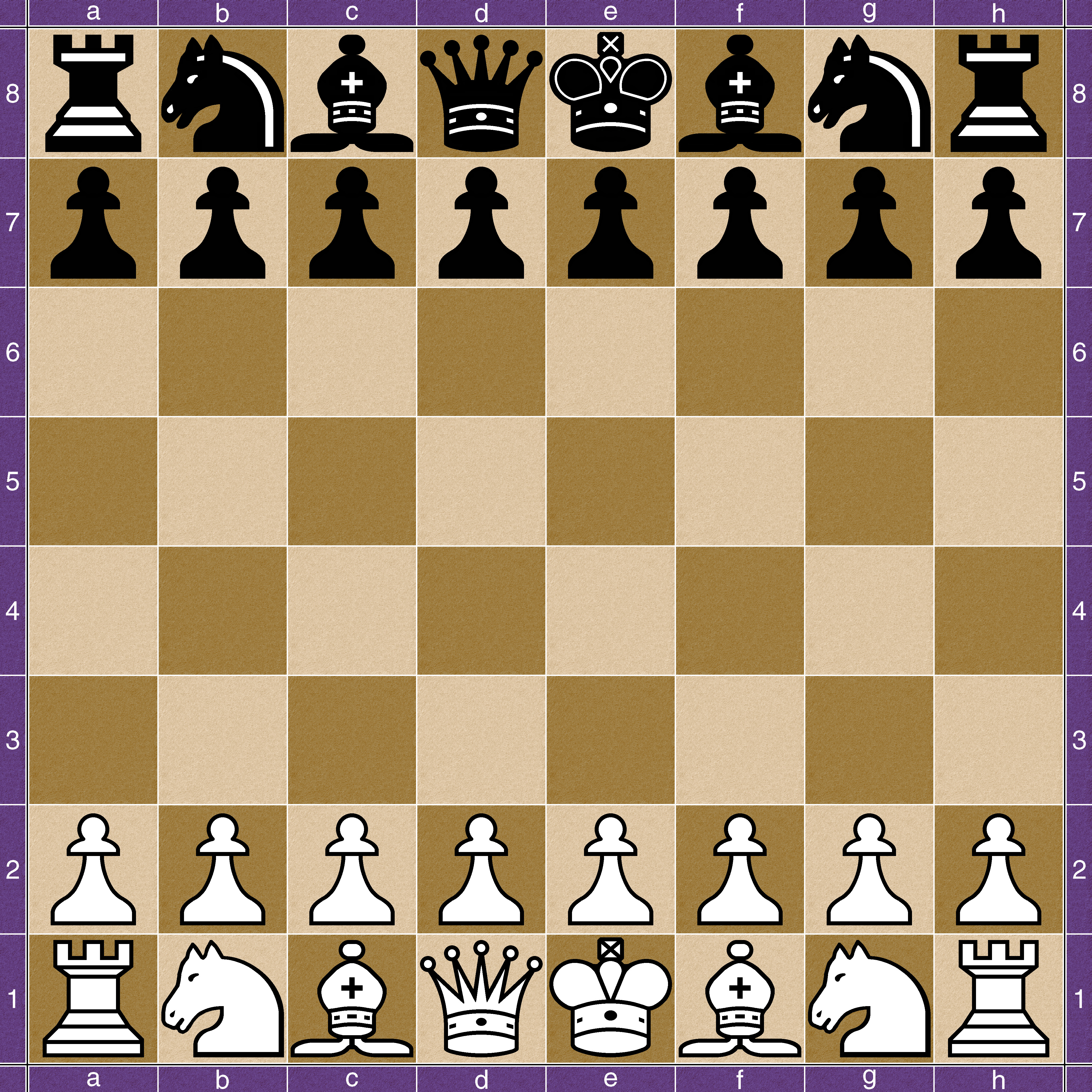
Posició inicial dels escacs

La teoria d'escacs és el conjunt del corpus tècnic escrit relatiu a com s'ha de jugar als escacs. El joc dels escacs es divideix tradicionalment en tres fases: l'obertura, el mig joc, i el final. Per cadascuna d'aquestes tres fases, i especialment per l'obertura i el final, hi ha un gran corpus de teoria relativa a com s'haurien de jugar. Els qui escriuen sobre teoria d'escacs són sovint citats com a teòrics dels escacs.
El concepte "teoria d'obertures" es refereix sovint al consens assolit, majoritàriament representat per l'actual literatura sobre obertures. La "teoria de finals" consisteix en certeses sobre posicions específiques, o posicions de naturalesa similar, sobre les quals siguin aplicables els mateixos principis. La "teoria del mig joc" es refereix a regles o principis aplicables de forma general al mig joc. No obstant això, la tendència moderna és a donar la màxima importància a l'anàlisi de la posició específica en lloc dels principis generals.
El desenvolupament de la teoria en cadascuna d'aquestes àrees ha anat acompanyat d'una vasta literatura sobre el joc. El 1913, el destacat historiador dels escacs H.J.R. Murray va escriure a la seva gran obra de 900 pàgines A History of Chess que "Els escacs tenen una bibliografia que probablement excedeix la de tots els altres jocs junts." Murray va estimar que en aquell temps "el nombre total de llibres d'escacs, revistes d'escacs, i publicacions que dedicaven espai al joc de manera regular, excedia probablement de 5.000". El 1949, B. H. Wood opinava que aquesta xifra s'havia incrementat fins als 20.000. David Hooper i Kenneth Whyld escrigueren el 1992 que "Des de llavors hi ha hagut un sostingut increment any a any del nombre de publicacions d'escacs. Ningú no sap quantes se n'han publicades..." la biblioteca d'escacs més gran del món, la col·lecció John G. White a la biblioteca pública de Cleveland, conté uns 32.000 llibres i publicacions d'escacs, inclosos uns 6.000 volums enquadernats de revistes d'escacs. Els escaquistes actuals tenen a la seva disposició també fonts d'informació per ordinador que Murray no va poder ni imaginar.
|  |

## Teoria d'obertures

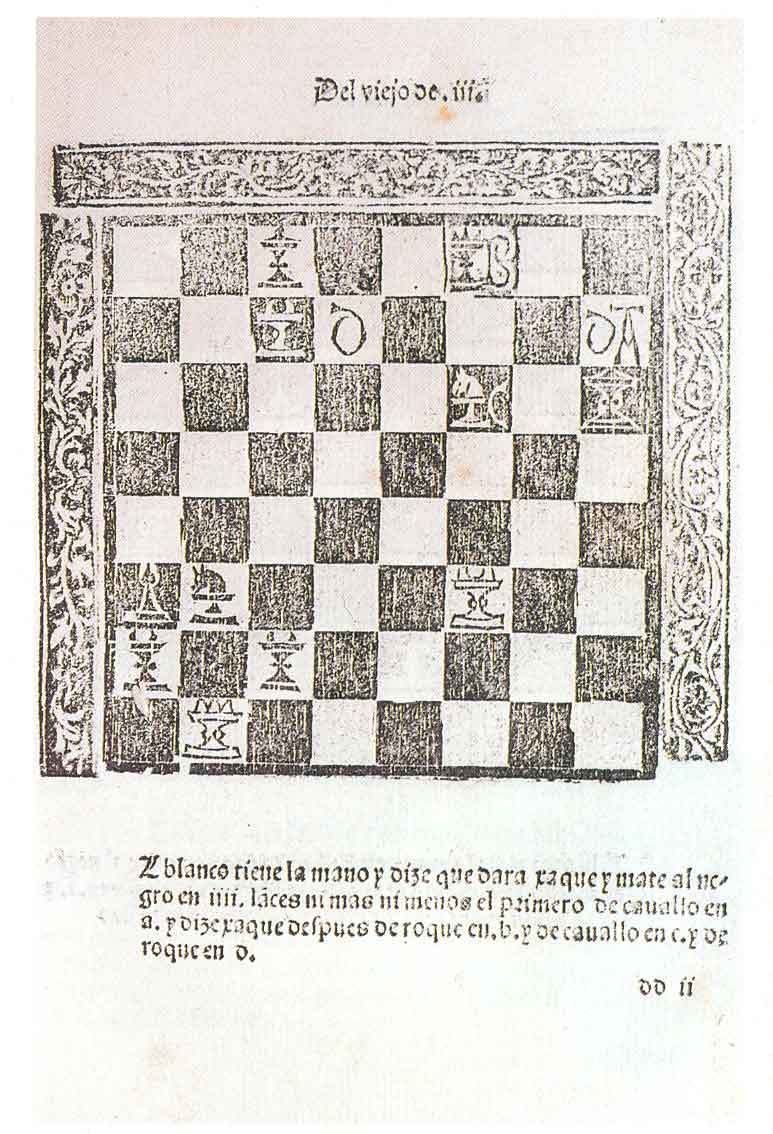
El primer llibre imprès sobre teoria d'escacs, de Luis Ramírez de Lucena c. 1497

La primera obra impresa sobre teoria d'escacs la data de la qual pot ser establerta amb exactitud fou Repetición de Amores et Arte de Axedrez con CL Juegos de Partido del castellà Luis Ramírez de Lucena, publicada cap a 1497, i que inclou entre altres coses anàlisis d'onze obertures d'escacs. Algunes d'elles són les conegudes actualment com a Giuoco Piano, Ruy López, defensa Petroff, obertura de l'alfil, defensa Damiano, i defensa escandinava, tot i que Lucena no les va anomenar amb aquests noms.
L'autoria i la data del manuscrit de Göttingen no estan establertes, i la seva data de publicació és estimada en algun moment entre 1471 i 1505. No se sap del cert si fou aquest o bé el llibre de Lucena el que es va publicar abans. El manuscrit inclou exemples de partides amb les obertures actualment conegudes com a defensa Damiano, defensa Philidor, Giuoco Piano, defensa Petroff, obertura de l'alfil, Ruy López, obertura Ponziani, gambit de dama acceptat, 1.d4 d5 2.Af4 Af5 (una forma del sistema Londres), obertura Bird, i l'obertura anglesa. Murray indica que "no és una col·lecció atzarosa de començaments de partides, sinó un intent de treballar amb les obertures d'una manera sistemàtica."
Quinze anys després del llibre de Lucena, el farmacèutic portuguès Pedro Damiano, va publicar a Roma el llibre Questo libro e da imparare giocare a scachi et de la partiti (1512). Inclou anàlisis del gambit de dama acceptat, mostrant què passa quan les negres trien de mantenir el peó de gambit amb ...b5. El llibre de Damiano "fou, en termes contemporanis, el primer supervendes dels escacs moderns." Harry Golombek escrigué que "va aconseguir vuit edicions al segle xvi, i va seguir en la mateixa línia al segle següent, sense que decaigués la seva popularitat." Els jugadors actuals coneixen Damiano principalment perquè el seu nom és associal a la feble obertura defensa Damiano (1.e4 e5 2.Cf3 f6?), tot i que ell la va condemnar més que aprovar.
Aquests llibres, i d'altres de posteriors, versaven sobre partides jugades amb diverses obertures, paranys d'obertura, i sobre la millor manera de jugar pels dos bàndols. Algunes seqüències de jugades varen començar a tenir noms propis; alguns dels primers foren la defensa Damiano, el gambit de rei (1.e4 e5 2.f4), el gambit de dama (1.d4 d5 2.c4), i la defensa siciliana (1.e4 c5).
El llibre de Damiano fou seguit pels tractats generalistes sobre el joc de Ruy López de Segura (1561), Giulio Cesare Polerio (1590), Gioachino Greco (c. 1625), Joseph Bertin (1735), i François-André Danican Philidor (1749).
El primer autor a intentar un compendi estructurat de les obertures llavors conegudes fou Aaron Alexandre a la seva obra de 1837 Encyclopedie des echecs. D'acord amb Hooper i Whyld, "[Carl] Jaenisch fou qui primer realitzà anàlisis de modernes línies d'obertura a Analyse nouvelle des ouvertures (1842-43)." El 1843, Paul Rudolf von Bilguer va publicar en alemany Handbuch des Schachspiels, que combinava les virtuts dels treballs d'Alexandre i de Jaenisch. El Handbuch, que havia tingut diferents edicions, la darrera en diferents parts el 1912–16, fou una de les més importants obres de referència en el camp de les obertures durant moltes dècades. La darrera edició del Handbuch fou editada per Carl Schlechter, qui havia empatat un matx pel Campionat del món amb Emanuel Lasker el 1910. El Mestre Internacional William Hartston va dir que era "una obra superba, potser la darrera en encaixar amb èxit la totalitat del coneixement escaquístic del moment en un sol volum."
El mestre anglès Howard Staunton, segurament el millor jugador del món entre 1843 i 1851, va incloure unes 300 pàgines d'anàlisis de les obertures al seu tractat de 1847 The Chess Player's Handbook. Aquesta obra va esdevenir immediatament la referència estàndard als països anglòfons, i fou reeditat 21 cops fins a 1935. De tota manera, "amb el pas del temps va sorgir una demanda d'obres en anglès més actualitzades". Wilhelm Steinitz, el primer Campió del món, i àmpliament considerat com al "pare dels escacs moderns," va analitzar extensivament diverses obertures obertes (començant amb 1.e4 e5) al seu llibre The Modern Chess Instructor, publicat el 1889 i el 1895. També el 1889, E. Freeborough i el Reverend C.E. Ranken publicaren la primera edició de Chess Openings Ancient and Modern; edicions posteriors foren publicades els anys 1893, 1896, i 1910. El 1911, R.C. Griffith i J.H. White publicaren la primera edició de Modern Chess Openings. Aquest és actualment el tractat d'obertures més publicat al llarg del temps de la història; la quinzena edició (normalment citada com a MCO-15), pel Gran Mestre Nick de Firmian, fou publicada l'abril de 2008.
Segons Hooper i Whyld, les diverses edicions de Modern Chess Openings, la darrera edició del Handbuch, i la quarta edició del Larobok de Ludvig Collijn (en suec), amb trencadores contribucions de Rubinstein, Reti, Spielmann i Nimzowitch "foren les més populars fonts de referència pels millors jugadors entre les dues guerres mundials." El 1937-39 l'excampió del món Max Euwe publicà un tractat d'obertures en dotze volums, De theorie der schaakopeningen, en neerlandès, tot i que fou posteriorment traduït a altres llengües.
Des de les darreries dels 1930 fins a començaments dels 1950 Reuben Fine, un dels millors jugadors del món, va esdevenir també un dels principals teòrics, publicant importants obres sobre les obertures, el mig joc, i els finals. Va començar amb la seva revisió de Modern Chess Openings, publicada el 1939. El 1943, va publicar Ideas Behind the Chess Openings, que tractava d'explicar els principis subjacents a les obertures. El 1948, va publicar el seu propi tractat d'obertures, Practical Chess Openings, un competidor de MCO. El 1964, el Mestre Internacional I.A. Horowitz va publicar el volum de 789 pàgines Chess Openings: Theory and Practice, que a més de les anàlisis d'obertures, incloïa un gran nombre de partides il·lustratives.
El 1966, es va publicar el primer volum de l'Informador d'escacs a Belgrad, Iugoslàvia, amb 466 partides comentades, seleccionades dels principals torneigs i matxs del moment. Les sèries dels Informadors, enormement influents, varen revolucionar la teoria d'obertures. La seva gran innovació fou que mostraven les partides en notació algebraica amb figures, i comentades no amb paraules, sinó fent servir uns disset símbols, el significat dels quals estava explicat al començament del llibre en sis llengües. Això permetia que lectors d'arreu del món llegissin les mateixes partides i comentaris, cosa que va accelerar enormement la disseminació d'idees i el desenvolupament de la teoria d'obertures. Els editors de l'Informador posteriorment varen introduir d'altres publicacions fent servir el mateix principi, com ara l'Enciclopèdia d'Obertures d'Escacs en cinc volums, i l'Encyclopedia of Chess Endings (Enciclopèdia de finals). L'Informador d'escacs es publicava originàriament dos cops a l'any, i a partir de 1991, tres. El volum 100 es publicà el 2007. Actualment usa 57 símbols, explicats en 10 llengües, per comentar les partides (vegeu valoració (escacs)), i està disponible tant en format paper com electònic. El 2005 l'excampió del món Garri Kaspàrov va escriure, "Som tots fills de l'Informador."
Als 1990 i posteriorment, el desenvolupament de la teoria d'obertures s'ha vist accelerat per innovacions com l'aparició d'extremadament bons programes d'escacs com ara Fritz i Rybka, programari com ara ChessBase, i la disponibilitat de bases de dades de milions de partides, com la Mega 2008 database de Chessbase, amb 3,8 milions de partides. Avui dia, les obertures més importants han estat analitzades amb una profunditat d'unes 20 jugades, de vegades fins al final, i no és inusual que els millors jugadors introdueixin novetats teòriques al moviment 25 o fins i tot més tard.
S'han escrit milers de llibres sobre obertures d'escacs, incloses enciclopèdies com ara l'Encyclopedia of Chess Openings i Modern Chess Openings; tractats generals sobre com jugar les obertures com ara Mastering the Chess Openings (en quatre volums), pel Mestre Internacional John L. Watson; i miríades de llibres sobre obertures específiques, com ara Understanding the Grünfeld o Chess Explained: The Classical Sicilian. "Els llibres i monografies sobre obertures són molt populars, i en tant que queden obsolets ràpidament, hi ha una constant aportació de nous títols." Segons Andrew Soltis, "Virtualment tota la informació sobre escacs des de 1930 s'ha produït a l'obertura."

## Teoria del mig joc

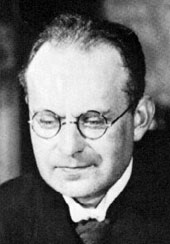
Aron Nimzowitsch

La teoria del mig joc està considerablement menys desenvolupada que la teoria d'obertures o la de finals. Watson ha escrit, sobre aquest factor, que «Els jugadors que tinguin la intenció d'estudiar aquesta àrea del joc tenen un limitat i insatisfactori ventall de recursos al seu abast per a fer-ho.»
Una de les més primerenques teories que varen cridar l'atenció fou la de William Steinitz que deia que el jugador que té l'avantatge ha necessàriament d'atacar, perquè si no tenia el risc de perdre l'avantatge. Steinitz deia també que un atac prematur contra el rival en una posició igualada hauria de ser refusat per una defensa acurada, de manera que el millor que es podria fer seria maniobrar tranquil·lament per tal d'anar acumulant petits avantatges. Steinitz no va exposar la seva teoria sencera en un sol lloc, però Emanuel Lasker a Lasker's Manual of Chess i Max Euwe a The Development of Chess Style van exposar i desenvolupar la teoria de Steinitz.
Els influents llibres del gran jugador i teòric dels escacs Aron NimzowitschEl meu sistema (1925), El bloqueig (1925) (en alemany), i Chess Praxis (1936) que foren, i segueixen sent entre les obres més importants sobre el mig joc. Nimzowitsch va cridar l'atenció sobre la possibilitat de deixar que l'oponent ocupi el centre amb peons mentre que un mateix hi exerceix control amb les peces, com a la defensa Nimzoíndia o a la defensa índia de dama. Va establir com en posicions amb cadenes de peons, hom pot atacar la cadena a la seva base tot avançant els peons propis i fent una ruptura com a jugada alliberadora. També va parar atenció a l'estratègia d'ocupar columnes obertes amb les mateixes torres per tal de penetrar a la setena fila des d'on poden atacar els peons enemics i pressionar el rei rival. Un altre dels seus conceptes clau fou el de profilaxi, consistent en fer jugades pensades per limitar la mobilitat de l'oponent fins al punt que no tingui més moviments útils.
El 1952, Fine va publicar l'obra de 442 pàgines The Middle Game in Chess, potser el tractament més complet del tema fins a aquell moment. Cap a mitjans del segle XX es va publicar The Middle Game, volums 1 i 2, per l'excampió del món Max Euwe i Hans Kramer, i una sèrie de llibres del GM txecoslovac Luděk Pachman: tres volums d'Estratègia d'escacs completa, Modern Chess Strategy, Tàctica moderna, i Atac i Defensa en tàctica moderna.
Un altre punt d'inflexió en la teoria del mig joc va arribar amb el llançament del llibre d'Aleksandr Kótov Think like a Grandmaster (“Penseu com un Gran Mestre”), el 1971. Kótov hi descriu com un jugador calcula mitjançant el desenvolupament d'un arbre de variants dins el cap, i hi recomana que els jugadors només examinin cada branca de l'arbre una vegada. També va observar com alguns jugadors semblen ser víctimes del que avui es coneix com la “síndrome de Kótov”: calculen una àmplia gamma de diferents línies, no estan satisfets amb el resultat, i en adonar-se que tenen poc temps, fan una jugada candidata completament nova sense comprovar si és satisfactòria. Més recentment, Jonathan Tisdall, John Nunn i Andrew Soltis han elaborat més la teoria de l'arbre Kótov.
El 1999 es publicà, el llibre de Watson Secrets of Modern Chess Strategy: Advances Since Nimzowitsch, en el qual Watson discuteix sobre la revolució en la teoria del mig joc que s'ha produït des de l'època de Nimzowitsch.
Hi ha també molts altres llibre sobre aspectes específics del mig joc, com ara The Art of Attack in Chess de Vladimir Vuković, The Art of Sacrifice in Chess de Rudolf Spielmann, The Art of the Checkmate de Georges Renaud i Victor Kahn, The Basis of Combination in Chess per J. du Mont, i The Art of Defense in Chess d'Andrew Soltis.

## Teoria de finals
Molts tractats d'escacs significatius, incloses moltes de les obres més primerenques, han inclòs anàlisis del final d'escacs. El llibre de Lucena (c. 1497) conclou amb 150 exemples de finals i problemes d'escacs.
La segona edició (de 1777) de l'Analyse du jeu des Échecs de Philidor, dedicava 75 pàgines a l'anàlisi de diversos finals. Entre aquests hi havia diversos finals teòricament molt importants, com ara el de torre i alfil contra torre, dama contra torre, dama contra torre i peó, i torre i peó contra torre. Algunes posicions en els finals de torre i alfil contra torre, torre i peó contra torre, i dama contra torre han quedat ja anomenats com a posició de Philidor. Philidor va concloure el seu llibre amb dues pàgines de "Observacions sobre els finals de partida", en els quals hi va establir alguns principis generals sobre el final, com ara: "Dos cavalls sols no poden fer mat." (vegeu final de dos cavalls), el final amb alfil i peó de torre la casella de coronació del qual sigui contrària al color de l'alfil són taules (vegeu peó de torre equivocat#Alfil i peó), i una dama guanya un alfil i un cavall (vegeu final d'escacs sense peons#Dama contra dues peces menors).
L'obra The Chess-Player's Handbook de Staunton (1847) incloïa unes 100 pàgines d'anàlisi de finals. Algunes de les anàlisis de Staunton, com ara les relatives al final molt poc freqüent de torre contra tres peces menors, són sorprenentment sofisticades. A la pàgina 439, hi va escriure, "Tres peces menors són molt més fortes que una torre, i en el cas que dues siguin alfils, normalment guanyaran sense massa dificultat, perquè el jugador de la torre serà pràcticament obligat a canviar-la per una de les peces del rival. Si, en canvi, les peces rivals de la torre són dos cavalls i un alfil, la torre podrà generalment ser canviada per l'alfil, i com que els dos cavalls són insuficients per si mateixos per forçar el mat, la partida serà taules." Les taules de finals modernes confirmen la valoració de Staunton sobre ambdós finals. Reuben Fine, 94 anys després de Staunton, va escriure erròniament a la pàgina 521 del seu Basic Chess Endings que ambdós tipus de finals de torre contra tres peces menors "són teòricament taules." El Gran Mestre Pal Benko, una autoritat sobre els finals, i com Fine un jugador de màxim nivell en el seu millor moment, va perpetuar l'error de Fine a la seva revisió de 2003 de Basic Chess Endings. El Gran Mestre Andrew Soltis en un llibre de 2004 va mostrar-se expressament en desacord amb Staunton, dient que el final de torre contra dos alfils i cavall és taules amb un joc correcte. Aproximadament al mateix temps que Benko i Soltis expressaren les seves opinions (el 2003 i 2004, respectivament), les taules de finals varen demostrar que Staunton tenia raó, i que Fine, Benko, i Soltis estaven equivocats, tot i que el final pot necessitar fins a 68 moviments per guanyar-se.
Les conclusions de Staunton sobre aquests finals havien estat, nogensmenys, anticipades pel mestre britànic George Walker, qui va escriure el 1846 (i potser abans):
| « | (anglès) Although the two Bishops and Kt win, as a general proposition, against Rook, yet the two Knights with a Bishop cannot expect the same success; and the legitimate result of such conflict would be a draw. The Bishops, united, are stronger than the Knights, as they strike from a greater distance. When the two Knights are left with a Bishop, the Rook has also the chance of exchanging for the latter, which can hardly be avoided by his adversary, and the two Knights, alone, have not the mating power. | (català) Tot i que dos alfils i un cavall guanyen, com a premissa general, contra una torre, no es pot esperar el mateix èxit de dos cavalls i un alfil, i el resultat legítim d'aquest enfrontament serien unes taules. Els alfils, conjuntament, són més forts que els cavalls, ja que colpegen des de la llarga distància. Quan resten dos cavalls i un alfil, la torre té també la possibilitat de canviar-se per aquest darrer, cosa difícilment evitable pel rival, i els dos cavalls, sols, no poden fer mat. | » |
| — George Walker, The Art of Chess-Play: A New Treatise on the Game of Chess (4a ed. 1846), Sherwood, Gilbert, & Piper, p. 254. | | |   |

El 1941 Reuben Fine va publicar el seu monumental tractat de 573 pàgines Basic Chess Endings, el primer intent de tractat exhaustiu sobre finals. Una nova edició, revisada per Pal Benko, es publicà el 2003.

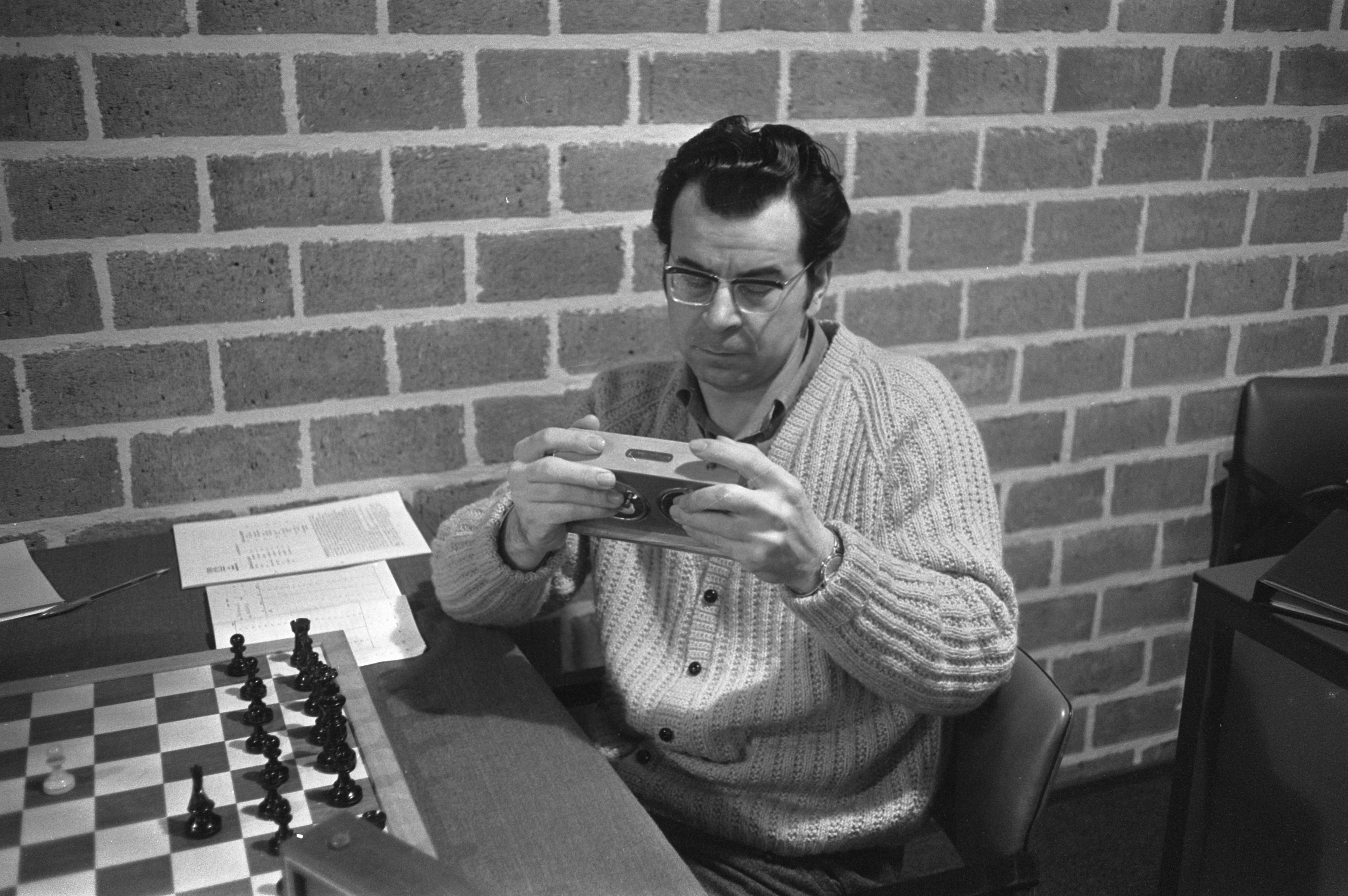
Pal Benko, el 1970

Els escriptors soviètics han publicat un nombre important de llibres sobre finals concrets: Finals de torre de Grigori Löwenfisch i Vassili Smislov, Finals de peons de Iuri Averbakh i I. Maizelis, Queen and Pawn Endings by Averbakh, Finals d'alfil d'Averbakh, Finals de cavall d'Averbakh i Vitaly Chekhover, Finals d'alfil contra cavall de Yuri Averbakh, Finals de torre contra peça menor d'Averbakh, i Finals de dama contra torre/peces menors d'Averbakh, Chekhover, i V. Henkin. Aquests llibres d'Averbakh i d'altres foren reunits a l'obra en cinc volums Comprehensive Chess Endings en anglès.
En els anys més recents, les taules de finals generades per ordinador han revolucionat la teoria de finals, mostrant de manera concloent el millor joc en molts finals complexos que havien fet ballar el cap als analistes humans durant més d'un segle, com ara són els finals de dama i peó contra dama. Les taules de finals també han girat els veredictes dels teòrics humans en alguns finals, com ara en demostrar que el final de dos alfils contra cavall, que s'havia considerat taules durant un segle, és normalment una victòria per al bàndol dels alfils (vegeu final d'escacs sense peons#Peces menors només i Final d'escacs#Efecte de les taules de finals en la teoria de finals).
En els darrers anys, s'han publicat algunes obres importants sobre finals, entre d'altres, Dvoretsky's Endgame Manual, Fundamental Chess Endings de Karsten Müller i Frank Lamprecht, Basic Endgames: 888 Theoretical Positions de Iuri Balaixov i Eduard Prandstetter, Chess Endgame Lessons de Benko, i Secrets of Rook Endings i Secrets of Pawnless Endings de John Nunn. Algunes d'aquestes obres han fet servir anàlisis de taules de finals.